# Seán Sherwin
Seán Sherwin (irisch Seán Ó Searbháin; * 12. Dezember 1946; † 30. April 2025 in Roosky) war ein irischer Politiker und Abgeordneter im Dáil Éireann.

## Politischer Werdegang
Sherwin wurde nach einer erfolglosen Kandidatur in den Wahlen des Jahres 1969 am 4. März 1970 für die Fianna Fáil in den 19. Dáil Éireann gewählt, um den kurz nach der Wahl vakant gewordenen Sitz des verstorbenen Abgeordneten der Irish Labour Party, Seán Dunne, neu zu besetzen. Er verließ im Jahr 1971 im Rahmen der Waffen-Krise die Fianna Fáil und wechselte zur von  Kevin Boland neu gegründeten Partei Aontacht Éireann. Die neue Partei konnte sich nicht durchsetzen und so konnte er bei den Wahlen 1973 seinen Sitz als Teachta Dála für den Wahlbezirk Dublin South West nicht verteidigen. Er unterlag gegen den Kandidaten der Fine Gael, Declan Costello.

## Tod
Ende April 2025 starb Seán Sherwin in Roosky im Alter von 78 Jahren.